# El Puerto (Chiriquí)
El Puerto es un corregimiento del distrito de Remedios en la provincia de Chiriquí, República de Panamá. La localidad tiene 720 habitantes (2010).